# CARE-Paket

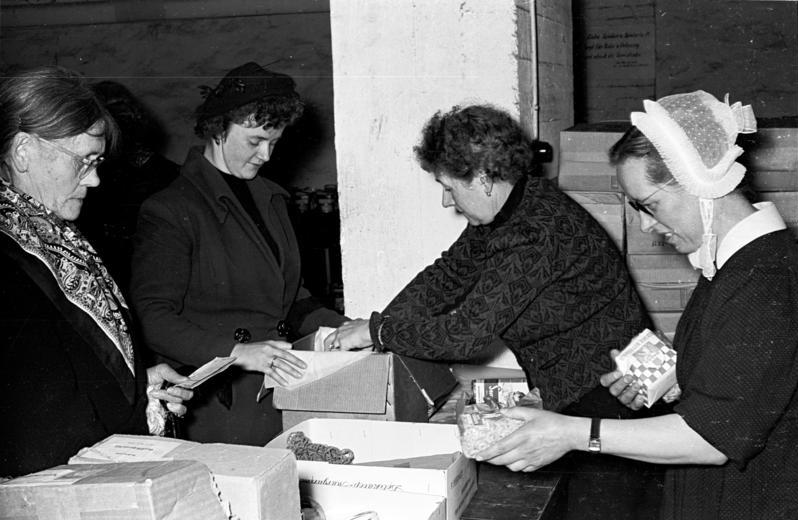
Verteilung von CARE-Paketen 1954 in Deutschland

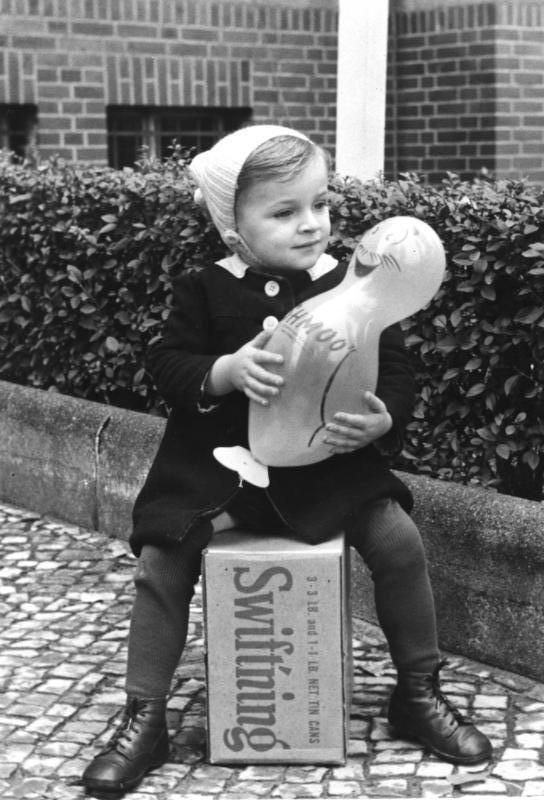
West-Berliner Kind mit einem CARE-Paket im Oktober 1948

CARE-Pakete („Cooperative for American Remittances to Europe“) sind Nahrungsmittelpakete, die nach dem Ende des Zweiten Weltkrieges im Rahmen von amerikanischen Hilfsprogrammen nach Europa geschickt wurden. 100 Millionen CARE-Pakete wurden in Europa verteilt. Fast zehn Millionen Pakete erreichten zwischen 1946 und 1960 Westdeutschland; davon gingen drei Millionen nach West-Berlin, insbesondere 1948/1949 über die Berliner Luftbrücke.

## Geschichte
Als nach dem Zweiten Weltkrieg Millionen von Menschen ohne Nahrung, Kleidung und Medikamente waren, gründeten am 27. November 1945 in den USA 22 Wohlfahrtsverbände die private Hilfsorganisation CARE („Cooperative for American Remittances to Europe“), um Hilfsaktionen für Europa zu koordinieren. Auch die US-Armee beteiligte sich und stellte aus ihren Depots 2,8 Millionen überflüssig gewordene Armeerationspakete für die ersten Lebensmittellieferungen zur Verfügung.
Das Verbot, Hilfslieferungen nach Deutschland zu senden, endete im Dezember 1945. Ab dem 5. Juni 1946 war es auch möglich, CARE-Pakete in die amerikanische Besatzungszone zu schicken. Vom 21. Juni 1946 an durften CARE-Pakete in die Britische Besatzungszone und ab Dezember 1946 auch in die Französische Besatzungszone gesandt werden.
Die ersten CARE-Pakete für die Amerikanische Besatzungszone trafen an Bord des Frachters American Ranger am 15. Juli 1946 in Bremerhaven ein. Die meisten davon wurden von US-Bürgern an Verwandte geschickt.
Im März 1947 begann CARE, Pakete zu verschicken, deren Inhalt die Organisation selbst zusammenstellte. Sie enthielten mehr Fleisch, mehr Fett und mehr Kohlenhydrate. Der Nährwert eines dieser Pakete betrug etwa 40.000 Kilokalorien.
Heute ist CARE eine der größten privaten Hilfsorganisationen der Welt. Doch statt wie früher CARE-Pakete zu verschicken, leistet die Nichtregierungsorganisation jetzt moderne Nothilfe und Entwicklungszusammenarbeit: In enger Abstimmung mit lokalen Partnerorganisationen setzt CARE in über 100 Ländern Projekte um, überwiegend mit einheimischen Mitarbeiterinnen und Mitarbeitern. CARE setzt sich vor allem für die globale Armutsminderung und die Gleichstellung der Geschlechter ein.

## Inhalt eines CARE-Pakets

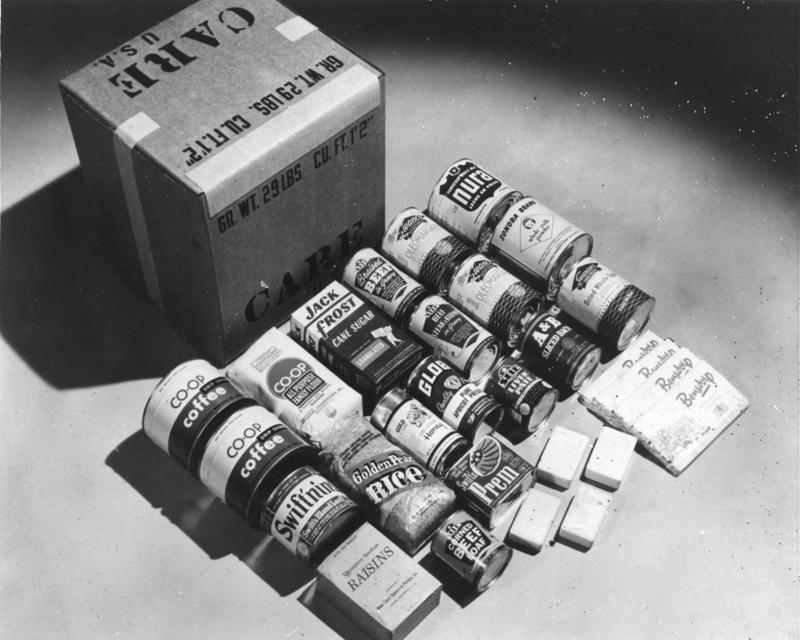
Der Inhalt eines CARE-Pakets in Westdeutschland im Jahr 1948

Ab März 1947 enthielt ein CARE-Paket als Standard-Ausstattung:
1 Pfund Rindfleisch in Kraftbrühe
1 Pfund Steaks und Nieren
½ Pfund Leber
½ Pfund Corned Beef
¾ Pfund „Prem“ (Fleisch zum Mittagessen, ähnlich dem heutigen Frühstücksfleisch)
½ Pfund Speck
2 Pfund Margarine
1 Pfund Schweineschmalz
2 Pfund Zucker
1 Pfund Honig
1 Pfund Schokolade
1 Pfund Rosinen
1 Pfund Aprikosen-Konserven
½ Pfund Eipulver
2 Pfund Vollmilch-Pulver
2 Pfund Kaffee